# Германска работническа партия
Германската работническа партия (на немски: Deutsche Arbeiterpartei, ДАП) е крайнодясна политическа партия във Ваймарската република, създадена след Първата световна война. Тя е предшественик на нацистката партия, официално известна като Националсоциалистическа германска работническа партия (на немски: Nationalsozialistische Deutsche Arbeiterpartei, НСДАП). ДАП съществува само от януари 1919 г. до февруари 1920 г.

## История
ДАП е основана в Мюнхен в хотел „Fürstenfelder Hof“ на 5 януари 1919 г. от Антон Дрекслер. Тя произлиза от лигата Freier Arbeiterausschuss für einen guten Frieden (клуб на свободните работници за мир), клон който Дрекслер основава през 1918 г. След това, през 1918 г. Карл Харер (журналист) убеждава Дрекслер и няколко други да формират Politischer Arbeiterzirkel (Политически работнически кръг). Членовете се срещат периодично за дискусии с теми за национализма и антисемитизма, насочени срещу евреите. Дрекслер е насърчен да формира ДАП през декември 1918 г. от своя наставник д-р Пол Тафел. Тафел е лидер на Alldeutscher Verband (Пангермански съюз), директор на Maschinenfabrik Augsburg-Nürnberg. Желанието на Дрекслер е политическа партия, която да има връзка с масите и националистите. През януари 1919 г. с основаването на ДАП, Дрекслер е избран за председател, а Харер за „председател на Райха“, почетна титла. На 17 май присъстват само 10 членове на среща. По-късно през август, само 38 членове се събират.

### Членство на Адолф Хитлер
След края на Първата световна война, Адолф Хитлер се завръща в Мюнхен. Без формално образование или перспективи за кариера, той се опитва да остане в армията възможно най-дълго. През юли 1919 г. той е назначен за Verbindungsmann (разузнавателен агент) на Aufklärungskommando (разузнавателен командос) на Райхсвер, за да повлияе на други войници и да ги привлече в Германската работническа партия (ДАП). По време на мониторинга на дейностите на ДАП, Хитлер е привлечен от антисемитските, националистически, антикапиталистически и антимарксистически идеи на основателя Антон Дрекслер. По време на среща на партията в бирарията „Sterneckerbräu“ на 12 септември 1919 г., Хитлер се включва в разгорещен политически спор с един от посетителите, професор Бауман, който поставя под съмнение стабилността на аргументите на Готфрид Фед срещу капитализма и предложението Бавария да се откъсне от Прусия и да формира нова южно-германска нация с Австрия. Като яростно напада аргументите на човека, той прави впечатление на другите членове на партията с ораторските си умения и, според Хитлер, „професорът“ си тръгва, признавайки недвусмислено своето поражение. Впечатлен от уменията на Хитлер, Дрекслер го насърчава да се присъедини. По заповед на началниците на армията, Хитлер кандидатства за присъединяване към партията. Въпреки че първоначално Хитлер иска да формира своя партия, той твърди, че е по-добре да се присъедини към ДАП, защото е малка и в крайна сметка може да стане неин лидер.
За по-малко от седмица, Хитлер получава пощенска картичка, в която се заявява, че официално е приет за член и трябва да се яви на заседание на „комисия“, за да го обсъдят. Хитлер присъства на срещата с „комисия“, която се провежда в пищната бирария „Алтес Розенбад“. Обикновено на назначените армейски служители не е позволено да се присъединят към политическите партии. В този случай обаче, Хитлер има разрешение от капитан Карл Майер да се присъедини към ДАП. Освен това, на Хитлер е позволено да остане в армията и да получава седмично заплащане от 20 златни марки седмично. По времето, когато Хитлер се присъединява към партията, няма номера за членство или карти. Това е през януари 1920 г., когато число е издадено за първи път: изброени по азбучен ред, Хитлер получава номер 555. В действителност той е 55-ият член, но броенето започва от 501, за да се направи впечатление, че партията е по-голяма. След като прави първото си изказване за ДАП на 16 октомври в „Хофбергюел“, Хитлер бързо става най-активният оратор на партията. Значителните ораторни и пропагандни умения на Хитлер са високо оценени от партийното ръководство, тъй като тълпите започват да се „струпват“, за да чуят речите му през 1919 и 1920 г. С подкрепата на Антон Дрекслер, Хитлер става шеф на пропагандата на партията в началото на 1920 г.

### От ДАП към НСДАП
Малкият брой членове на партията бързо са спечелени от политическите убеждения на Хитлер. Той организира най-голямата си реч пред 2000 души, на 24 февруари 1920 г. в Staatliches Hofbräuhaus в Мюнхен. По-нататък, в опит да се направи партията по-привлекателна за по-големи сегменти от населението, ДАП е преименувана на Националсоциалистическа германска работническа партия (НСДАП) на 24 февруари. Това решение на Хитлер, партията да стане по-публична, кара Карл Харер да се оттегли от партията в знак на несъгласие. Новото име е заимствано от друга австрийска партия, действаща по онова време (Deutsche Nationalsozialistische Arbeiterpartei, Германска националсоциалистическа работническа партия), въпреки че Хитлер по-рано предлага партията да бъде преименувана на „Социална революционна партия“, Рудолф Юнг го убеждава тя да бъде НСДАП.